# Julius Schulhoff
Julius Schulhoff (født 2. august 1825 i Prag, død 13. marts 1898 i Berlin) var en østrigsk pianist og komponist. 
Schulhoff foretog koncertrejser i Tyskland, Frankrig, England, Spanien, Rusland og andre lande, Han bosatte sig som lærer i Paris, men rejste 1870 til Dresden og 1897 til Berlin. Han har skrevet en stor mængde salonkompositioner for pianoforte.